# Shark Attack 2 - Lo squalo bianco
Shark Attack 2 - Lo squalo bianco (Shark Attack 2) è un film direct-to-video del 2000, diretto da David Worth. Il film è il sequel di Shark Attack. Il film è seguito da Shark Attack 3: Emergenza squali.

## Trama
Una donna, Samanta, e sua sorella vengono attaccate da uno squalo bianco durante un'immersione. La sorella di Samanta viene divorata, ma la sorella riesce a cavare alla bestia un occhio. La notizia dello squalo arriva all'acquario Water World, dove il signor Michael Francisco lo vuole esporre come attrazione. Nick, uno dei suoi dipendenti, si prende la responsabilità di catturarlo, insieme agli amici John e Marc. Lo squalo viene catturato ed esposto, ma Nick nota alcuni particolari insoliti, come la coda esageratamente grande o la pinna caudale troppo alta, così decide di fare all'animale delle analisi del DNA. Il giorno dopo il Water World apre e alla visita partecipa anche Samanta, che precedentemente ha cercato di sparare allo squalo mentre era nella vasca, ma era stata fermata da Nick.
Francisco, intento a impressionare gli spettatori, decide di dar da mangiare allo squalo, ma Ken, l'addetto alla nutrizione, rimane col piede impigliato in una corda e viene trascinato nella vasca della bestia, che lo smembra e lo divora davanti al pubblico. Lo squalo riesce a scappare dall'acquario e Francisco licenzia Nick. Il giorno dopo, Roy, un naturalista della televisione, viene incaricato di cacciare lo squalo, e anche Nick, Marc, John e Samanta vogliono ucciderlo. Il mattino seguente Nick rivela che lo squalo "assassino" aveva un trasmettitore sul dorso, ma Roy ha già catturato uno squalo, purtroppo quello sbagliato. La sera Nick e Samanta, che intanto si sono innamorati, scoprono una grotta dove sei enormi squali vivono in collettività.
Nick ha poi gli esiti delle analisi del DNA dello squalo: i globuli bianchi sono tre volte più numerosi, il metabolismo è molto più veloce, la mentalità di gruppo si è sviluppata e la crescita dell'animale è precoce, le stesse caratteristiche vengono scovate nello squalo di Roy. Una gara di surf in pensiero già da giorni viene quasi annullata da Nick, ma Francisco non vuole e decide di dar luogo alla gara, con delle reti anti-squalo. Roy e i suoi amici cercano di fermare gli squali, ma i compagni del naturalista vengono divorati. Le sei bestie perforano le reti ed entrano nel luogo della gara, sbranando e ferendo molte persone, tra cui Marc e John.
Il giorno seguente Roy, Nick e Samanta decidono di collaborare per abbattere gli squali. Si equipaggiano con una pistola 9mm dalla potenza penetrante, con una bomba a timer e una bomba a detonazione. I tre si immergono, sfuggendo ai vari attacchi da parte degli squali. Il timer è stato attivato nella grotta degli squali, ma Roy viene trascinato da uno dei grossi pesci nella grotta. Lo squalo "assassino" si dirige verso Samanta, ma Nick, con la 9mm penetrante, perfora il cranio dello squalo, uccidendolo. I due innamorati tornano sulla nave, per poi scoprire che Roy è miracolosamente sopravvissuto.